# 强伸
强伸，金朝末女真族将领，河中府（今山西永济西蒲州镇）人。
强伸原姓都烈。本河中府射粮军子弟，膂力过人。兴定元年（1217年），跟随华州副都统安宁收复潼关，以功任使。后在洛阳选充官军，驻守陕州铁岭。战败被俘，跟随都尉兀林答胡土逃归中京（今河南洛阳）。正大九年（1232年），跟随总帅徒单百家入援汴京，败逃至中京，被元帅任守真署为警巡使。天兴元年（1232年），任守真率部入援，强伸被中京人推为留守府签事，领残兵二千五百人，三日后，蒙古兵大举攻城，强伸在城东、西、北三面，树立大炮，以衣帛为帜立在城上，以壮士五十人往来救应，率士卒赤身作战，号“憨子军”。兵器用光，以钱为镞，得蒙古军一箭，截为四，以筒鞭发射。又创遏炮，能发大石于百步外，所击无不中，坚守数月。以功升任中京留守、元帅左都监、世袭谋克、行元帅府事。天兴二年（1233年）二月，在洛川驿东建“报恩”堂，在石头上刻诏文，愿以死自效。行总帅府事。月余粮尽，军民溃散。蒙古兵在洛阳南列阵，他拒绝诱降，率兵二百出击，击退蒙古兵。六月，行省忽林答胡土弃中京南逃，部将献西门降。他率死士数十人从东门突出，转战至偃城，力尽被擒，被擒杀。